# Xã Ayr, Quận Adams, Nebraska
Xã Ayr (tiếng Anh: Ayr Township) là một xã thuộc quận Adams, tiểu bang Nebraska, Hoa Kỳ. Năm 2010, dân số của xã này là 413 người.